# Anita Pichler
Anita Pichler (* 28. Januar 1948 in Meran, Italien; † 6. April 1997 in Bozen, Italien) war eine deutschsprachige Schriftstellerin aus Südtirol.

## Leben
Anita Pichler wuchs in Südtirol und ab 1965 in Triest auf. Das Studium der Slawistik an der Universität Venedig schloss sie mit einer Arbeit über Welimir Chlebnikow ab. Von 1978 bis 1982 lebte sie in Ost-Berlin; anschließend war sie Lektorin für Deutsch an der Universität Venedig. 1986 nahm sie am Ingeborg-Bachmann-Wettbewerb in Klagenfurt teil. Von 1986 an lebte sie als freie Schriftstellerin zwischen Venedig, Wien, Berlin und Südtirol.
Anita Pichler schrieb Erzählungen, kurze Prosatexte und Lyrik; daneben übersetzte sie aus dem Italienischen ins Deutsche.
Ihr Nachlass wird seit 1997 im Literaturarchiv der Österreichischen Nationalbibliothek (ÖLA) aufbewahrt, Nachlassverwalterinnen sind Sabine Gruber und Renate Mumelter. Zum Einsatz der beiden Autorinnen für die nachhaltige Rezeption von Pichlers Werk zählen u. a. zwei kritische Sammelbände (siehe Literatur) und ein Filmprojekt (Es wird nie mehr Vogelbeersommer sein, 2021).

## Stipendien, Auszeichnungen, Ehrungen
- 1988: Literaturstipendium des österreichischen Bundesministeriums für Unterricht und Kunst
- 1991: Stadtschreiberin in Biel (Schweiz)
- 1994: Jubiläumsstipendium der Literar-Mechana, Wien
- 2015: Benennung eines Platzes im Bozner Stadtviertel Kaiserau-Casanova in Anita-Pichler-Platz (Einweihung 2018)[3]

## Werke
- Die Zaunreiterin. Suhrkamp, Frankfurt am Main, 1986.
- Wie die Monate das Jahr. Suhrkamp, Frankfurt am Main, 1989.
- Die Frauen aus Fanis. Haymon, Innsbruck, 1992 (gemeinsam mit Markus Vallazza).
- Beider Augen Blick. Haymon, Innsbruck, 1995.
- Haga Zussa. Die Zaunreiterin. Folio, Wien/Bozen, 2004.

### Posthum
- Flatterlicht. Verstreute und unveröffentlichte Texte. Hg.: Helmut Luger, Folio, Wien/Bozen, 2007.
- Le donne di Fanis. Ins Italienische übersetzt von Donatella Travisan, Edizioni Alphabeta, Meran, 2020, ISBN  978-88-7223-359-7.

### Übersetzungen
- Vincenzo Consolo: Die Steine von Pantalica. Suhrkamp, Frankfurt am Main, 1996.
- Hans Kitzmüller: Über das Innehalten auf einem Feldweg. Styria, Graz/Wien, 1993.